# Championnat de France de rugby à XIII 1969-1970
Navigation
Édition précédente Édition suivante
Le Championnat de France de rugby à XIII 1969-1970 oppose pour la saison 1969-1970 les meilleures équipes françaises de rugby à XIII au nombre de seize.

## Liste des équipes en compétition
| Albi Avignon Bordeaux-Facture Carcassonne Carpentras Cavaillon Lézignan Limoux Marseille Montpellier XIII Catalan Saint-Estève Saint-Gaudens Toulouse Villefranche Villeneuve |

Seize équipes participent au championnat de France de première division. Les seize mêmes équipes que les deux saisons précédentes.

## Déroulement de la compétition

### Classement de la première phase
| Classement | Club               | Points | Matchs |
| 1er        | Villeneuve-sur-Lot | 59     | 22     |
| 2e         | Lézignan           | 55     | 22     |
| 3e         | XIII Catalan       | 54     | 22     |
| 4e         | Saint-Gaudens      | 54     | 22     |
| 5e         | Limoux             | 52     | 22     |
| 6e         | Cavaillon          | 49     | 22     |
| 7e         | Avignon            | 45     | 22     |
| 8e         | Toulouse           | 44     | 22     |
| 9e         | Saint-Estève       | 44     | 22     |
| 10e        | Villefranche       | 40     | 22     |
| 11e        | Carcassonne        | 39     | 22     |
| 12e        | Albi               | 36     | 22     |
| 13e        | Montpellier        | 33     | 22     |
| 14e        | Marseille          | 32     | 22     |
| 15e        | Carpentras         | 31     | 22     |
| 16e        | Bordeaux-Facture   | 28     | 22     |

|  | Qualifié pour les quarts de finale                  |
|  | Qualifié pour barrages d'accès aux quarts de finale |

## Barrages  pour les quarts de finale
| 29 mars 1970 | Albi | 7 - 4 | Limoux | Toulouse |
| 29 mars 1970 |      |       |        | Toulouse |
| 29 mars 1970 |      |       |        | Toulouse |

| 29 mars 1970 | Carcassonne | par forfait | Cavaillon | Montpellier |
| 29 mars 1970 |             |             |           | Montpellier |
| 29 mars 1970 |             |             |           | Montpellier |

| 29 mars 1970 | Avignon | 19 - 2 | Villefranche | Lézignan |
| 29 mars 1970 |         |        |              | Lézignan |
| 29 mars 1970 |         |        |              | Lézignan |

| 29 mars 1970 | Toulouse | 19 - 5 | Saint-Estève | Limoux |
| 29 mars 1970 |          |        |              | Limoux |
| 29 mars 1970 |          |        |              | Limoux |

## Phase finale
|  | Barrages                       | Barrages                     |               |    | Demi-finales            | Demi-finales            |  |  | Finale                    | Finale                    |
|  | Barrages                       | Barrages                     |               |    | Demi-finales            | Demi-finales            |  |  | Finale                    | Finale                    |
|  |                                |                              |               |    |                         |                         |  |  |                           |                           |
|  | le 12 avril 1970 à Perpignan   | le 12 avril 1970 à Perpignan |               |    | le 26 avril 1970 à Albi | le 26 avril 1970 à Albi |  |  | Le 10 mai 1970 à Toulouse | Le 10 mai 1970 à Toulouse |
|  | le 12 avril 1970 à Perpignan   | le 12 avril 1970 à Perpignan |               |    | le 26 avril 1970 à Albi | le 26 avril 1970 à Albi |  |  | Le 10 mai 1970 à Toulouse | Le 10 mai 1970 à Toulouse |
|  | Saint-Gaudens                  | 5                            |               |    | le 26 avril 1970 à Albi | le 26 avril 1970 à Albi |  |  | Le 10 mai 1970 à Toulouse | Le 10 mai 1970 à Toulouse |
|  | Saint-Gaudens                  | 5                            |               |    | le 26 avril 1970 à Albi | le 26 avril 1970 à Albi |  |  | Le 10 mai 1970 à Toulouse | Le 10 mai 1970 à Toulouse |
|  | Carcassonne                    | 4                            |               |    | le 26 avril 1970 à Albi | le 26 avril 1970 à Albi |  |  | Le 10 mai 1970 à Toulouse | Le 10 mai 1970 à Toulouse |
|  | Carcassonne                    | 4                            | Saint-Gaudens | 24 |                         |                         |  |  | Le 10 mai 1970 à Toulouse | Le 10 mai 1970 à Toulouse |
|  | le 12 avril 1970 à Montpellier |                              | Saint-Gaudens | 24 |                         |                         |  |  | Le 10 mai 1970 à Toulouse | Le 10 mai 1970 à Toulouse |
|  |                                | Lézignan                     | 10            |    |                         |                         |  |  | Le 10 mai 1970 à Toulouse | Le 10 mai 1970 à Toulouse |
|  | Lézignan                       | Lézignan                     | 10            | 22 |                         |                         |  |  | Le 10 mai 1970 à Toulouse | Le 10 mai 1970 à Toulouse |
|  | Lézignan                       |                              |               | 22 |                         |                         |  |  | Le 10 mai 1970 à Toulouse | Le 10 mai 1970 à Toulouse |
|  | Avignon                        | 10                           |               |    |                         |                         |  |  | Le 10 mai 1970 à Toulouse | Le 10 mai 1970 à Toulouse |
|  | Avignon                        | 10                           | Saint-Gaudens | 32 |                         |                         |  |  |                           |                           |
|  | le 12 avril 1970 à Limoux      |                              | Saint-Gaudens | 32 |                         |                         |  |  |                           |                           |
|  |                                | XIII Catalan                 | 10            |    |                         |                         |  |  |                           |                           |
|  | XIII Catalan                   | XIII Catalan                 | 10            | 15 |                         |                         |  |  |                           |                           |
|  | XIII Catalan                   | le 26 avril 1970 à Toulouse  |               | 15 |                         |                         |  |  |                           |                           |
|  | Albi                           | 8                            |               |    |                         |                         |  |  |                           |                           |
|  | Albi                           | 8                            | XIII Catalan  | 9  |                         |                         |  |  |                           |                           |
|  | le 12 avril 1970 à Albi        |                              | XIII Catalan  | 9  |                         |                         |  |  |                           |                           |
|  |                                | Villeneuve-sur-Lot           | 6             |    |                         |                         |  |  |                           |                           |
|  | Villeneuve-sur-Lot             | Villeneuve-sur-Lot           | 6             | 10 |                         |                         |  |  |                           |                           |
|  | Villeneuve-sur-Lot             |                              |               | 10 |                         |                         |  |  |                           |                           |
|  | Toulouse                       | 2                            |               |    |                         |                         |  |  |                           |                           |
|  | Toulouse                       | 2                            |               |    |                         |                         |  |  |                           |                           |

### Finale
(mt : -)
Homme du match :
Points marqués :
- Saint-Gaudens: 6 essais de Marracq (35e), Biffi (39e et 71e), Marsolan (47e), Molinier (66e) et Raufast (74e) ; 4 transformation de Pujol, 3 drops de Pujol (28e, 44e et 61e).
- XIII Catalan: 2 essais de Michan (24e) et Capdouze (63e) ; 1 transformation de Capdouze ; 1 pénalité de Capdouze (68e).

Évolution du score : 
Arbitre : M. Jameau (Marseille)
Spectateurs : 11 300
Recette : 215 750 francs
Composition des équipes :
- Saint-Gaudens: Gilbert Pujol (puis Jean-Pierre Lecompte) - Robert Séville, Michel Molinier, Serge Marsolan, Pierre Surre - Marcel Péré, Jean Arrateig  - Jean-Claude Puysségur, Guy Lavigne, Henri Marracq, Roger Biffi, Victor Serrano (puis Joseph Raufast), René Zaccariotto - Entraîneur : Jep Lacoste
- XIII Catalan: Michel Charcos - Michel Penaranda (puis Jean-François Fresquet), Benjamin Prades, Claude Mantoulan, Michan - Jean Capdouze, André Clerc - Jacques Cabero, Raymond Rébujent, Francis Mas, Michel Bardes (puis Michel Ollet), Pierre Zamora, Alain Humbert - Entraîneur : Jean Barthe

## Effectifs des équipes présentes
| Saint-Gaudens      | Jean Arrateig Roger Biffi Danflous Guy Lavigne Jean-Pierre Lecompte Henri Marracq Serge Marsolan Michel Molinier Marcel Péré Gilbert Pujol Jean-Claude Puysségur Joseph Raufast Patrick Rives Victor Serrano Robert Séville Pierre Surre René Zaccariotto Entraîneur : Jep Lacoste           | XIII Catalan | Michel Bardes Jacques Cabero Jean Capdouze Michel Charcos André Clerc Jean-François Fresquet Jacques Franc Alain Humbert Claude Mantoulan Michel Penaranda Benjamin Prades Francis Mas Michan Michel Ollet Raymond Rébujent Pierre Zamora Entraîneur : Jean Barthe |
| Cavaillon          | Calabrèse Yves Chabert Marius Frattini Grollières Serge Pialat Sauthier André Vadon | Saint-Estève | Georges Bonnet José Calle Henri Chamorin Pujol Jean-Claude Sole |
| Avignon            | Aimé Barcelli Patrick Carias Jacques Centelles Diaz Eric Jacques Garzino Guigou Denis Kerbrat | Carcassonne  | Victor Buttignol Roger Cadamuro Jean Colombiès Roger Coquand Bernard Guilhem Germain Guiraud Aimé Ourliac Yves Raynaud André Ruiz Raymond Toujas |
| Bordeaux-Facture   | Jean-Marie Armand Philippe Labache Georges Lalanne Gérard Lô Bernard Paradelle Jacques Sarramona | Limoux       | Guy Andrieu Antolin Averein Christian Belinguier René Belli Blanquer René Bonnafous Louis Bonnery Condamine Joseph Guiraud Paul-François de Nadaï René Dumas Jean-Claude Nauze Pierre Parpagiola Raynaud                                                           |
| Villeneuve-sur-Lot | Jacky Aiguillon Christian Clar Jean-Pierre Clar Gérard Crémoux Daurios Daniel Desiré Jean-Claude Duffau Jules Favaretto Simon Gervaud Raymond Grenier Jacques Gruppi Didier Hermet Laurarunco Jean-Pierre Magagnin Claude Murari Daniel Pellerin Christian Sabatié Entraîneur : Ovide Nogaro | Marseille    | Abbate Jacques Auribeau Jacques Azibert Brun Danet Robert Eramouspé Félix André Ferren Galafrio Jean Graciet Jean-René Ledru Antoine Montcel Neumer Francis Rossi Gérard Savonne                                                                                   |
| Toulouse           | Aggriffoul Georges Ailleres René Arné Orféo Balsarin Hervé Bonet Feron Roger Garrigue Henri Manero Guy Rouja Sanz | Lézignan     | André Abadie Richard Alonso Jacques Casty André Fabry René Gayraud Pierre Lacaze Guy Madaule Michel Maïque Jean-Claude Marty Hervé Mazard Patrick Mazard Joseph Quérol Jean-Louis Quintilla Jean-Louis Solier Robert Tovéna Entraîneur : Roger Lacans              |
| Albi               | Floréal Bonet Jean-Pierre Cros Entraîneur : Georges Fages | Villefranche | Yves Bégou Georges Kierasinski Joël Kierasinski |